# Vierdecker (Segelschiff)
Ein Vierdecker ist ein Segelschiff mit vier Batteriedecks.
Vertreter dieser Schiffsart waren die Santísima Trinidad (1769 Stapellauf in Havanna, bis 1805 Schlacht von Trafalgar), die man aus einem Dreidecker umbaute, sowie die amerikanische Pennsylvania (1837 bis 1860). Nach englischer Klassifizierung waren diese Schiffe Linienschiffe des 1. Ranges.

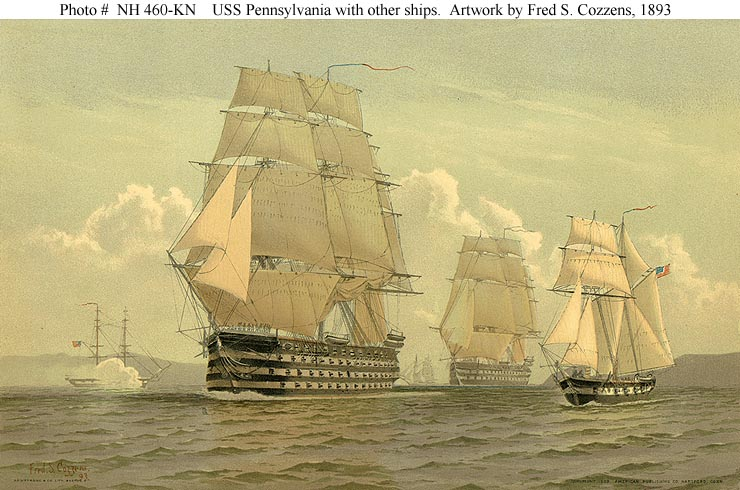
Der amerikanische Vierdecker Pennsylvania zusammen mit einem Flottenverband

Tatsächlich waren diese Schiffe keine „echten“ Vierdecker in dem Sinne, wie etwa ein Zweidecker ein Zweidecker war. Bei Zweideckern und Dreideckern folgte über dem obersten Batteriedeck achtern das Achterdeck (mit aufgesetztem Hüttendeck) sowie vorn das Backdeck. Bei „Vierdeckern“ war das oberste Batteriedeck jedoch ganz offen (so bei der Pennsylvania) bzw. achtern nur von der ursprünglichen Hütte bedeckt (bei der Santísima Trinidad). Achterdecks- und Backdecksaufbauten fehlten somit. Das vierte Batteriedeck entstand, indem man die Schanzkleider des Achterdecks und der vorderen Aufbauten (Backdeck) zusammenfügte. Damit konnte man auch im vormals ungenutzten mittleren Bereich des obersten Decks (der „Kuhl“) Kanonen aufstellen. Dennoch ist die Bezeichnung Vierdecker nach der Zahl der durchgehenden Batteriedecks richtig, auch wenn sich vom eigentlichen Deckslayout keine Unterschiede zum Dreidecker ergeben.
Die Kampfwertsteigerung eines solchen Schiffes war gegenüber einem Dreidecker verschwindend gering. Zum einen konnten dort wegen des Gewichts nur leichte Kanonen (8-Pfünder bei der Santísima Trinidad) oder Karronaden (bei der Pennsylvania) aufgestellt werden, zum anderen behinderten die Kanonen die Mannschaft bei der Bedienung der Segel. Das zusätzlich erhöhte Schanzkleid bot dem Wind zudem mehr Angriffsfläche und erhöhte die Abdrift nach Lee.